# Tagbina
Tagbina ist eine philippinische Stadtgemeinde in der Provinz Surigao del Sur. Sie hat 38.833 Einwohner (Zensus 1. August 2015). Ihre Nachbargemeinden sind Barobo im Norden und Hinatuan im Osten. Die bedeutendste Bildungseinrichtung in der Gemeinde ist ein College der Surigao del Sur State University.

## Baranggays
Tagbina ist politisch in 25 Baranggays unterteilt.
| - Batunan - Carpenito - Doña Carmen - Hinagdanan - Kahayagan - Lago - Maglambing - Maglatab - Magsaysay - Malixi - Manambia - Osmeña - Poblacion | - Quezon - San Vicente - Santa Cruz - Santa Fe - Santa Juana - Santa Maria - Sayon - Soriano - Tagongon - Trinidad - Ugoban - Villaverde |